# Nueva Zelanda en la Copa de las Naciones de la OFC 1980
La selección de fútbol de Nueva Zelanda participó en la segunda edición de la Copa de las Naciones de la OFC, esta vez organizada en Nueva Caledonia en el año 1980.
Nueva Zelanda no tuvo una buena actuación, a pesar de que el fútbol de ese país estaba en auge, ya que 1 año después lograría la clasificación a la Copa Mundial 1982. Quedó eliminado en la primera fase, producto de una victoria y dos derrotas en el grupo que compartió con Tahití, Fiyi e Islas Salomón. La selección neozelandesa convirtió 7 goles, pero recibió 8, terminando con una diferencia negativa. Algo solo se repitió en la Copa siguiente, la edición de 1996.

## Participación

### Grupo A
| Equipo        | Pts | PJ | PG | PE | PP | GF | GC | Dif |
| ------------- | --- | -- | -- | -- | -- | -- | -- | --- |
| Tahití        | 6   | 3  | 3  | 0  | 0  | 21 | 5  | +16 |
| Fiyi          | 4   | 3  | 2  | 0  | 1  | 10 | 7  | +3  |
| Nueva Zelanda | 2   | 3  | 1  | 0  | 2  | 7  | 8  | -1  |
| Islas Salomón | 0   | 3  | 0  | 0  | 3  | 3  | 21 | -18 |

| 25 de febrero de 1980 | Tahití | 3:1' | Nueva Zelanda |  |  |

| 27 de febrero de 1980 | Fiyi | 4:0' | Nueva Zelanda |  |  |

| 29 de febrero de 1980 | Nueva Zelanda | 6:1' | Islas Salomón |  |  |

| Predecesor: Nueva Zelanda 1973 | Nueva Zelanda en la Copa de las Naciones de la OFC Nueva Caledonia 1980 | Sucesor: 1996 |

- Datos: Q6046732